# 帕尼伽罗拉府
45°27′53.21″N 9°11′14.3″E / 45.4647806°N 9.187306°E

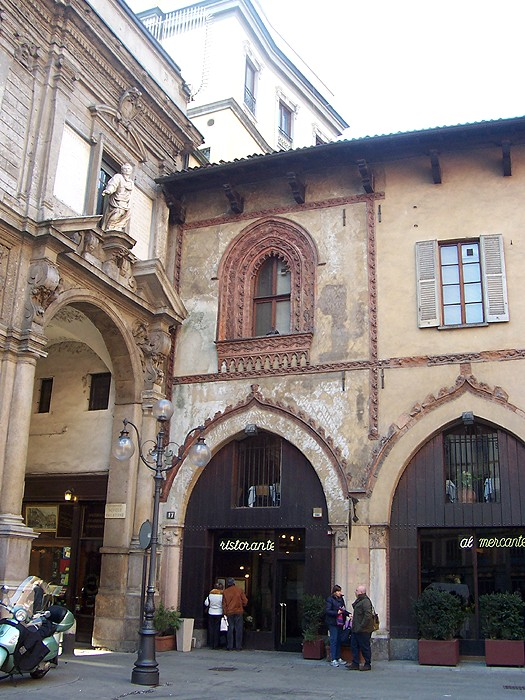
帕尼伽罗拉府

帕尼伽罗拉府（Casa Panigarola），又名公证人宫（Palazzo dei Notai），是意大利米兰的一座历史建筑，位于矩形的商人广场（中世纪米兰的中心广场）西侧。它得名于从事公证人的帕尼伽罗拉家族，该家族拥有此建筑直到1741年。因此该建筑用作公证处，其活动与在毗邻的理性宫进行的审判有关。
最初的建筑可追溯到中世纪，于15世纪重建为哥特式风格。 立面由乔瓦尼·索拉里设计于1466年，1899年由卢卡·贝尔特拉米改建。
在门廊处，有著名的蛇浮雕，这是斯福尔扎家族统治时期的米兰城徽。此宫殿另一个著名的装饰是可追溯到1448年的陶瓷牌匾，为15世纪律师Tommaso da Caponago所写，警告以法律解决冲突的危险。